# ريتشارد لوروا والترز
ريتشارد لوروا والترز (بالإنجليزية: Richard Leroy Walters)‏ هو مهندس أمريكي، ولد في 3 مايو 1931، وتوفي في 19 أغسطس 2007 بسبب سكتة.